# 변주은
변주은(본명: 변희정, 1986년 10월 4일 ~ )은 대한민국의 배우이다. 정이연이라는 예명을 사용했다.

## 학력
- 중대부속초등학교 졸업
- 서문여자중학교 졸업
- 국민대학교 연극영화학과

## 연기 활동

### 드라마
- 2009년 MBC 주말 특별기획 《보석 비빔밥》 ... 명선미 역
- 2009년 SBS 일일드라마 《아내가 돌아왔다》
- 2011년 MBC 아침드라마 《위험한 여자》 ... 미스 진송 역
- 2012년 tvN 일일드라마 《유리가면》 ... 홍지수 역
- 2013년 MBC 일일연속극 《오로라 공주》 ... 김소원 역 (특별출연)
- 2013년 SBS 주말극장 《원더풀 마마》(특별출연)
- 2013년 KBS1 일일연속극 《사랑은 노래를 타고》 ... 여인숙 역
- 2014년 KBS2 일일드라마 《천상여자》 ... 장태미 역
- 2015년 KBS2 TV소설 《그래도 푸르른 날에》 ... 장은아 역
- 2016년 KBS2 TV소설 《내 마음의 꽃비》 ... 민혜주 역
- 2017년 tvN 월화드라마 《내성적인 보스》 ... 정 대리 역
- 2017년 SBS 월화드라마 《귓속말》 ... 조연화 역
- 2019년 SBS 금토드라마 《열혈사제》 ... 김검사 역 (40회 특별출연)
- 2019년 KBS1 일일드라마 《여름아 부탁해》 ... 윤선경 역

### 영화
- 《구세주: 리턴즈》 (2017년) - 아롱 역

## 광고
- 캐논 익서스